# اوفلیا هامبارتسومیان
اوفلیا کاراپتی هامبارتسومیان (ارمنی: Օֆելյա Կարապետի Համբարձումյան؛ زادهٔ ۹ ژانویهٔ ۱۹۲۵ - درگذشته ۱۳ ژوئن ۲۰۱۶) یک خواننده سبک موسیقی فولکلور اهل ارمنستان بود.

## زندگی‌نامه
در روز ۹ ژانویهٔ ۱۹۲۵ در شهر ایروان جمهوری سوسیالیستی ارمنستان شوروی به دنیا آمد. از همان کودکی وی به خاطر آواز زیبایش مورد توجه قرار گرفت. وی در کالج موسیقایی رومانوس ملیکیان «Romanos Melikyan Musical College» آموزش دید. در سال ۱۹۴۴ میلادی وی تک خوانندهٔ گروه کنسرت سازهای فولک رادیوی ارمنستان شد بود که رهبری آن را آرام مهرانگولیان «Aram Merangulyan» را بر عهده داشت.
وی همچنین موسیقی‌هایی از فارهاد، جیوانی، شرام اجرا نمود. افزون‌بر ترانه‌هایی از عاشوق‌های معاصر خویش همچون شاهن، هاواسی و آشوت اجرا نمود. وی اغلب نخستین اجراکنندهٔ این گونه ترانه‌ها بود.
تسلط وی بر اجرای ترانه‌های موسیقی کلاسیک ارمنی، عاشقانه، فولکلور بود.
وی به ویژه به خاطر اجرای ترانه‌های عاشق سایات‌نووا همچون "Fahradn Mirats", "Yis Kanchum em Lalanin" شناخته می‌شد.
در سال ۱۹۵۹ وی برندهٔ جایزهٔ هنرمند مردمی اتحاد جماهیر شوروی شد. در سال ۲۰۱۱ میلادی نشان مسروپ ماشتوتس به وی اعطا شد..
وی در صبح روز ۱۳ ژوئن ۲۰۱۶ در سن ۹۱ سالگی درگذشت و در پانتئون کومیتاس به خاک سپرده شد.

## جوایز
- هنرمند مردمی ارمنستان شوروی
- نشان پرچم سرخ کار
- نشان مسروپ ماشتوتس
- نشان برجسته افتخار

## نگارخانه

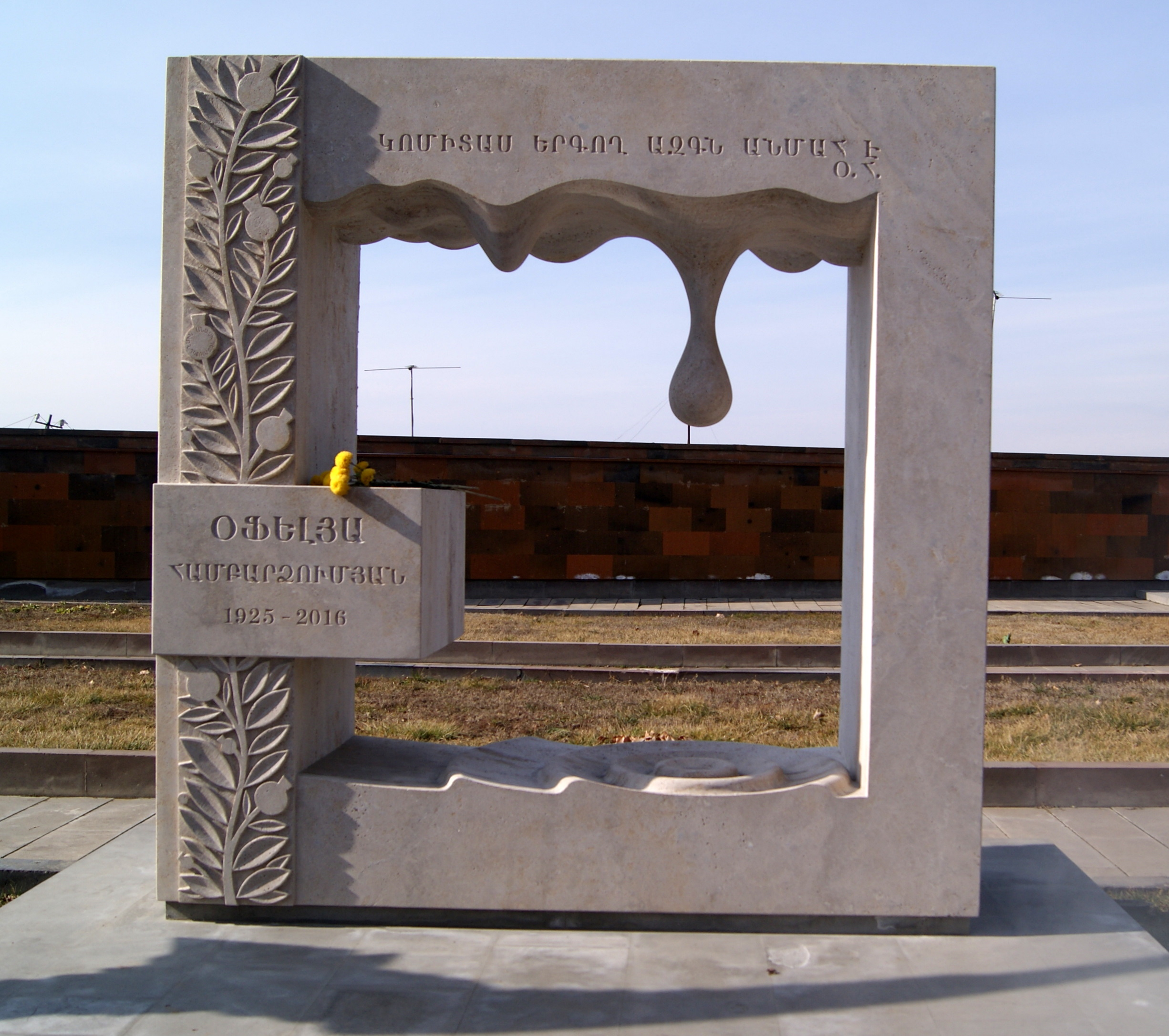
آرامگاه اوفلیا هامبارتسومیان
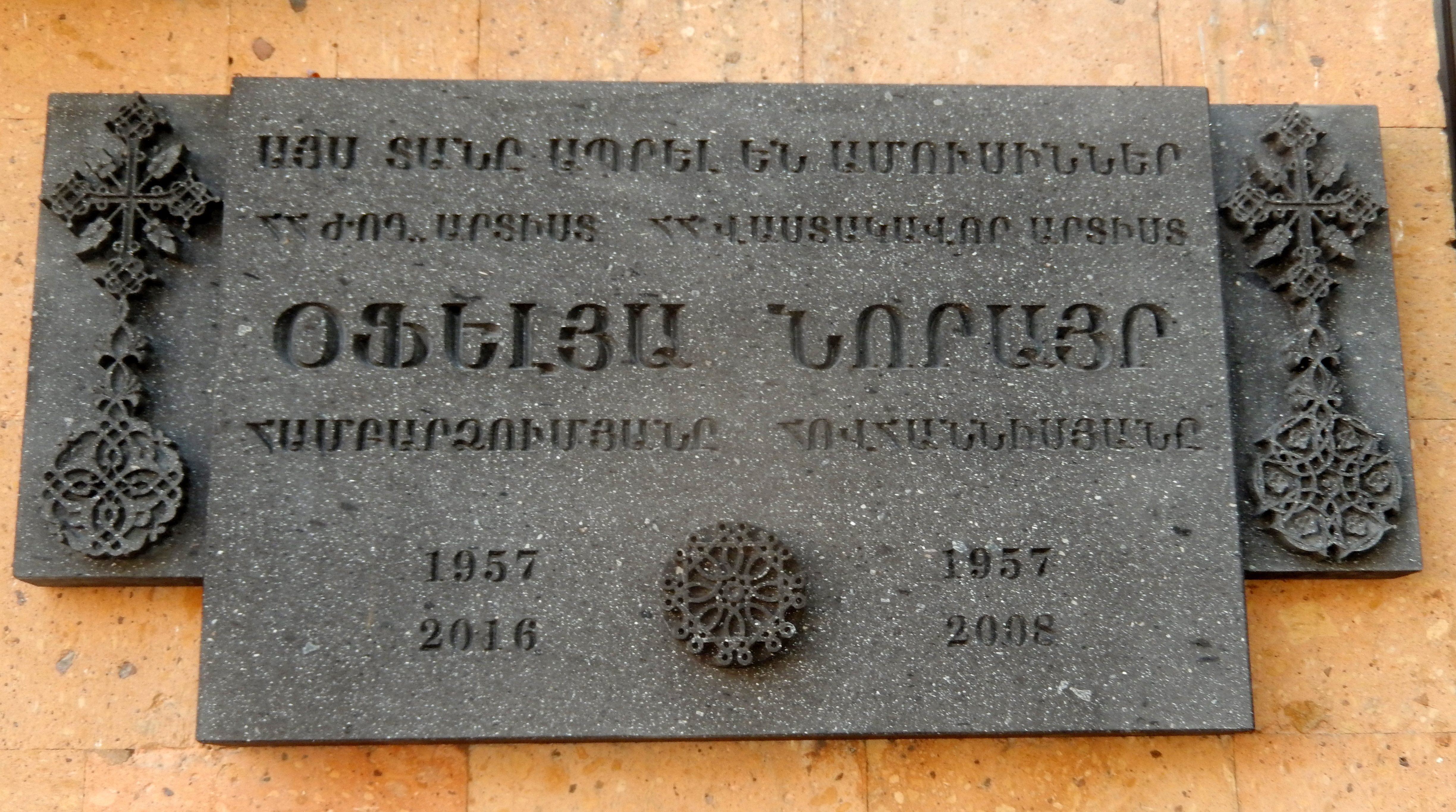
پلاک یادبود اوفلیا هامبارتسومیان و نرایر هوهانیسیان